# Wim Anderiesen
Willem Gerardus „Wim” Anderiesen (ur. 27 listopada 1903 w Amsterdamie, zm. 18 lipca 1944) – piłkarz holenderski grający na pozycji lewego pomocnika.

## Kariera klubowa
Anderiesen jest wychowankiem klubu 't Gooi, w którym grał przez 3 lata, aż w 1925 roku przeszedł razem z bratem Henkiem do Ajaksu Amsterdam. W pierwszej lidze zadebiutował 4 października 1925 roku w meczu z Feyenoordu Rotterdam. Z czasem stał się legendą Ajaksu i swój pierwszy sukces osiągnął już w 1931 roku, gdy z Ajaksem wywalczył swój pierwszy tytuł mistrza Holandii (dla amsterdamskiego klubu był to trzeci tytuł). W swojej karierze Anderiesen jeszcze czterokrotnie zostawał mistrzem kraju, a miało to miejsce w latach 1932, 1934, 1937, 1939. Ostatni swój mecz w barwach Ajaksu rozegrał 26 maja 1940 przeciwko HFC Haarlem. Łącznie dla Ajaksu wystąpił w 309 spotkaniach i zdobył w nich 20 goli. 18 lipca 1944 roku podczas II wojny światowej Wim zmarł na zapalenie płuc.
| Sezon   | Klub     | Kraj     | Rozgrywki            | Mecze | Bramki |
| ------- | -------- | -------- | -------------------- | ----- | ------ |
| 1925/26 | AFC Ajax | Holandia | Eredivisie           | 18    | 1      |
| 1926/27 | AFC Ajax | Holandia | Eredivisie           | 17    | 0      |
| 1927/28 | AFC Ajax | Holandia | Eredivisie           | 18    | 2      |
| 1928/29 | AFC Ajax | Holandia | Eredivisie           | 17    | 0      |
| 1929/30 | AFC Ajax | Holandia | Eredivisie           | 14    | 0      |
| 1930/31 | AFC Ajax | Holandia | Eredivisie           | 10    | 4      |
| 1931/32 | AFC Ajax | Holandia | Eredivisie           | 16    | 0      |
| 1932/33 | AFC Ajax | Holandia | Eredivisie           | 17    | 2      |
| 1933/34 | AFC Ajax | Holandia | Eredivisie           | 18    | 1      |
| 1934/35 | AFC Ajax | Holandia | Eredivisie           | 17    | 3      |
| 1935/36 | AFC Ajax | Holandia | Eredivisie           | 18    | 1      |
| 1936/37 | AFC Ajax | Holandia | Eredivisie           | 18    | 2      |
| 1937/38 | AFC Ajax | Holandia | Eredivisie           | 18    | 0      |
| 1938/39 | AFC Ajax | Holandia | Eredivisie           | 17    | 1      |
| 1939/40 | AFC Ajax | Holandia | Eredivisie           | 16    | 0      |
|         |          |          | Łącznie w Eredivisie | 249   | 17     |

## Kariera reprezentacyjna
W reprezentacji Holandii Anderiesen zadebiutował 13 czerwca 1926 roku w przegranym 1:4 meczu z Danią. W 1934 roku znalazł się w kadrze na mistrzostwa świata we Włoszech i wystąpił w przegranym 2:3 meczu ze Szwajcarią, po którym Holandia odpadła z turnieju. 4 lata później znów wystąpił na mundialu, tym razem we Francji. Zagrał w przegranym 0:3 meczu z Czechosłowacją i ponownie już po pierwszym meczu Holandia odpadła z turnieju. Swój ostatni mecz w kadrze Anderiesen rozegrał 7 maja 1939, gdy Szwajcaria pokonała Holendrów 2:1. W reprezentacji rozegrał łącznie 46 meczów.

## Sukcesy
- mistrzostwo Holandii: 1931, 1932, 1934, 1937, 1939 z Ajaksem
- udział w MŚ: 1934, 1938